# Hadillah Mohoumadi
Hadillah Mohoumadi (født 11. august 1980) er en fransk professionel bokser der er 2 gange Europæisk-supermellemvægtmester, på nuværende tidspunkt i sin anden periode siden maj 2017 og var det tidligere fra 2015-2016.
Han største sejr i karrieren var mod Christopher Rebrassé som han slog via en enstemmig afgørelse den 11. november 2017 i Frankrig. Før dette har han tidligere tabt til Cristian Sanavia, Nikola Sjekloća, James DeGale, der alle var på point og Callum Smith via teknisk knockout i 1. omgang den 2. april på hans hjemmebane i Echo Arena, Liverpool i England.
 Der er for få eller ingen kildehenvisninger i denne artikel, hvilket er et problem. Du kan hjælpe ved at angive troværdige kilder til de påstande, som fremføres i artiklen.